# Diana Kadłubowska
Diana Kadłubowska, znana również jako Diana Pasikowska (ur. 26 marca 1974 w Warszawie) – polska aktorka teatralna, telewizyjna i filmowa.

## Życiorys
W 1997 roku ukończyła studia na Wydziale Aktorskim PWSFTviT w Łodzi, dyplom uzyskując jednak dopiero trzy lata później. Występowała w następujących teatrach:
- Teatr Lalki i Aktora „Pinokio” w Łodzi
- Teatr Studio w Warszawie
- Teatr Wytwórnia w Warszawie
- Teatr na Bielanach w Warszawie

## Filmografia
- 1997–2003, od 2018: Klan – Iwonka, córka Anny Surmacz
- 1998: Złotopolscy – pielęgniarka (odc. 13, 15 i 25)
- 1998: 13 posterunek – kobieta przyklejona do Stępnia (odc. 16)
- 2000: Zakochani – pielęgniarka
- 2000: Twarze i maski – sekretarka w TV (odc. 3)
- 2002: Szpital na perypetiach – agentka Mulderowa z BBN (odc. 5)
- 2003: Na dobre i na złe – kasjerka w banku (odc. 132)
- 2003: Lokatorzy – zakonnica Katarzyna Morawska, koleżanka Zuzi (odc. 155)
- 2004: Plebania – Beata, szefowa agencji matrymonialnej (odc. 452)
- 2005: Kryminalni – Ilona Ziarnecka (odc. 30)
- 2006–2007: Kopciuszek – pani mecenas
- 2006–2007: Pogoda na piątek – Marta Dereńczuk, żona Andrzeja
- 2007: Regina – sąsiadka Małeckiej
- 2007: Prawo miasta – wychowawczyni (odc. 17)
- 2007: Odwróceni – kobieta w banku (odc. 11)
- 2007: Ekipa – dziennikarka „Divy” (odc. 8)
- 2008: Ojciec Mateusz – kobieta w kancelarii Stawickiego (odc. 8)
- 2008: Glina – księgowa w HPM Express (odc. 25)
- 2008–2009: 39 i pół – Aneta
- 2016: Ojciec Mateusz – Marcelina (odc. 192)
- 2017: Przyjaciółki – Warecka (odc. 113)
- 2019: Ślad – profesor Barbara Kowalczyk (odc. 101)
- 2020: Na sygnale – Jadwiga vel Judyta (odc. 290)
- 2020: Archiwista – Lucyna Kowal (odc. 8)
- 2021–2022: M jak miłość – Anna, partnerka Iwańskiego
- 2022: Komisarz Alex – Kinga Kalicka (odc. 208)
- 2023: Infamia – Renata

## Dubbing
- 1998: Król lew II: Czas Simby – Nala
- 2006: Yin Yang Yo! –
  - Lin,
  - Edna,
  - Saranoia

## Teatr telewizji
Wystąpiła w kilku spektaklach teatru telewizji. Zagrała m.in. rolę Niny w spektaklu „Srebrny deszcz” (2000r.)

## Nagrody i odznaczenia
- Wyróżnienie Jury oraz Nagroda Jana Machulskiego za rolę Olgi w przedstawieniu „Z Różewicza Dyplom” na XV Festiwalu Szkół Teatralnych w Łodzi (1997r.)